# 陳舜道
陳舜道（1573年—17世紀），字予覺、見華，號莘樂，南直隸蘇州府嘉定縣人，明朝政治人物。

## 生平
陳舜道是萬曆二十二年（1594年）甲午科舉人，曾官江西彭澤縣學教谕，萬曆三十五年（1607年）成進士，授應天府教授；歷南京國子監學錄、北京國子監學錄、刑部貴州司主事、南京刑部浙江司主事，署任山東山西兩司，再遷官廣東司員外郎，多次平反冤獄。
之後陳舜道外任廣西柳州府知府，教化當地人民；致仕歸鄉後終日焚香讀《易經》終老。

## 家族
曾祖陳槃。祖父陳炎。父陳希登，太医院冠帶医士。母徐氏。严侍下。兄堯道。

## 引用
1. ↑  《万历三十五年丁未科进士履历便览》：陈舜道，莘樂，易四房，癸酉七月十九日生，嘉定人，甲午乡试五十三名，会试四十七名，三甲六十名，囗囗政，本年授应天府授，己酉升南国子监学正，丁忧，壬子补北学正，癸丑升刑部主事，甲寅养病，丁巳改南刑部主事，戊午升广东司员外，本年升本司郎中，辛酉升柳州知府，癸亥京察。曾祖囗；祖炅；父希登，太医。
2. 1 2  光緒《嘉定縣志·卷十六·人物志一》：陳舜道，字見華，一字莘樂，萬厯甲午舉人，由彭澤教諭【訓導】中丁未進士。厯應天府教授、南北國子監學錄、刑部貴州司、南刑部浙江司主事，署山東山西諸司，遷廣東司員外郎，多平反冤獄。出知柳州，柳俗樸陋，舜道廉潔愛民，教以禮讓，致仕歸日坐一室，焚香讀《易》以終。